# Bernhard Lizius
Carl Bernhard Lizius (* 23. Oktober 1812 in Aschaffenburg; † 1870 in England) war ein Revolutionär, der am 3. April 1833 beim Frankfurter Wachensturm verhaftet wurde. Von seinem Ausbruch im Oktober desselben Jahres handelt das Lizius-Lied. Ab 1836 Spitzel und ab 1849 Verleger in Frankfurt am Main.

## Familie
Bernhard Lizius war der erstgeborene Sohn des Kapellmeisters Christoph Franz Lizius (1789–1863) und seiner Frau Katharina geb. Sodi (1790–1868) und Enkel des Mainzer Domkapellmeisters Caspar Josef Lizius (1760–1824). Nach Besuch der Volksschule und des Gymnasiums immatrikulierte er sich im November 1830 am Aschaffenburger Lyceum. Obwohl er nicht unbegabt scheint, war er kein fleißiger Student. Er versäumte öfter die Vorlesungen und wurde deswegen 1831 sogar mit Arrest bestraft. Mehr als für sein Studium interessierte sich Bernhard für die Freiheitsbewegung, die aus Frankreich kam. 
Er ist der Bruder von Caroline Lizius (1824–1908) aus der Schönheitengalerie König Ludwig I. im Schloss Nymphenburg.

## Revolutionär
Am 27. Mai 1832 fand in der Pfalz das Hambacher Fest statt, das als Höhepunkt frühliberaler bürgerlicher Opposition in Restauration und Vormärz gilt. Am gleichen Tag gab es auch an anderen Orten ähnliche Feste, wie das Gaibacher Fest, bei dem es zu schweren revolutionären Ausbrüchen kam. Auch in Aschaffenburg zogen die Studenten, einen „Mai-Ausflug“ vorgebend auf den Erbig-Berg, tranken Bier und sangen Lieder, die bald den Ton der Marseillaise annahmen. Auch Ansprachen im Geist des Hambacher Festes kamen hinzu. Der Hauptredner war Bernhard Lizius. Die Aktion blieb nicht folgenlos und zog eine längere Untersuchung der Würzburger Regierung nach sich. Doch Lizius ließ sich nicht beirren und besuchte noch im selben Jahr mit 11 Kameraden, wieder unter dem Deckmantel eines Ausflugs, das Lamboy-Fest in Hanau, bei dem es auch zu revolutionären Ausschreitungen kam, die von der Polizei eingedämmt werden mussten. Bevor er von seinem Lyceum ein weiteres Mal unter Arrest gestellt werden konnte, trat Lizius am 19. Juni aus und wechselte zum Wintersemester als cand. jur. nach Würzburg. Bernhard Lizius trat 1832 der Burschenschaft der Franken bei, dem auch der Veranstalter des Hambacher Festes Joseph Wirth angehörte. 1832 wurde er auch Mitglied der Alten Würzburger Burschenschaft Germania.

### Der Frankfurter Wachensturm
Mit der Idee, wenn sie die Stadt Frankfurt und den dortigen Bundestag in ihre Gewalt bekämen, würden sie bald ganz Deutschland in der Hand haben, reisten Burschenschafter aus ganz Deutschland an und vollbrachten am Abend des 3. April 1833 den Frankfurter Wachensturm. Unter Sturmgeläut überrumpelten sie die Haupt- und die Konstablerwache, wurden jedoch beim Versuch, sich des Zeughauses und der dortigen Waffen zu bemächtigen, von der aufgebotenen Bundesmiliz überwältigt, zersprengt und gefangen genommen. Es gab unter Studenten und Soldaten insgesamt 8 Tote und 24 Verwundete.
Bernhard Lizius wurde verhaftet und in die Konstabler Wache auf der Zeil gesperrt. Doch er entzog sich seiner Verurteilung wegen Hochverrats und flüchtete, als erster von allen Studenten. Es gelang ihm, eine Feile und ein Seil in die Zelle zu schmuggeln; er durchfeilte das Eisengitter seines Zellenfensters und ließ sich auf die Straße herab. Die Polizei bemerke seine Flucht erst, als diese glänzend gelungen war. Da sie den Schaden hatten, brauchten sie für den Spott nicht zu sorgen: Der Frankfurter Literat Johann Wilhelm Sauerwein verfasste ein Gedicht, das bald in der ganzen Stadt nach der Melodie „Ich bin der Doktor Eisenbarth“ gesungen wurde. Die Polizei war dabei personifiziert in einem ihrer Wachmänner, Jakob Philipp Schnitzspahn (1796 bis 1864). Erst nach strengen Verboten verstummte das Lied, aber noch heute kann man in Frankfurt die Hauptstrophen des Liedes hören.

### Spitzel und Verleger
Bernhard Lizius hielt sich nach seiner Flucht aus der Untersuchungshaft noch einige Tage in Frankfurt verborgen und entkam dann über das französische Elsass in die Schweiz. Im Zuge der Demagogenverfolgung wurde er im Schwarzen Buch der Frankfurter Bundeszentralbehörde (Eintrag Nr. 1.037) festgehalten.
Lizius wurde 1836 als Geheimagent für das Mainzer Informationsbüro angeworben, das für den Fürsten Metternich Spionagedienste leistete. Er lieferte von 1836 bis 1848 Berichte an das Mainzer Büro. Der Deckname von Lizius war ‚Dr. Schaefer‘. Seine wiederveröffentlichten Spitzelberichte sind aus Straßburg und Paris datiert. Kassandrus schreibt, dass Metternich bei der Flucht aus der Untersuchungshaft geholfen habe. Er bespitzelte Karl Marx, Friedrich Engels, Bakunin, Moses Hess, Karl Grün, German Mäurer, Georg Herwegh, Georg Fein u. a. Nach der Revolution 1848/1849 gründete er in Frankfurt am Main den „Verlag C. Bernhard Lizius“ bzw. „Verlag Carl Bernhard Lizius“ der von 1849 bis 1853 nachweislich Bücher herausgab, wie den Titelblättern der Publikationen zu entnehmen ist.
Später versuchte er erfolglos seine Studien fortzusetzen und ging dann nach England, wo er Anfang der 1870er Jahre in London gestorben sein soll. Angeblich war er mit der Französin Robbe von Courville verheiratet und hatte 3 Kinder, doch gilt er offiziell als verschollen.

## Das Lizius-Lied
| Jetzt, Schnitzspahn, streck die Beine aus! Die Fall' ist leer, fort ist die Maus. Oh Polizei, wie viel Verdruß. Macht dir der Studio Lizius. Die Vorsicht war gewiß sehr groß; Doch macht der Inquisit sich los, Bricht Gitter, Kasten - und mit Seil Läßt er sich nieder auf die Zeil. | Wer weiß, wie lang er fort schon war, Da ward's die Schildwach erst gewahr. Das Seil hing noch am alten Ort; Jedoch der Galgenstrick war fort. Nun kam heran die Polizei Und alle sagten: Ei, ei, ei! Die Häscher sagten gar nichts mehr. Das Seil, das niederhing, war leer. | Läßt hängen nur den langen Strick! Was gilt's? - Er kommt doch bald zurück. Im Nebel und bei dunkler Nacht. Hat er sich nicht gar weit gemacht. Ei, ei; es dauert gar zu lang. Es scheint, er macht 'nen weiten Gang. Er scheint fast, daß der Höllensohn. Ist über Berg und Täler schon. Ach, Schnitzspahn, zieh die Beine ein Und laß das weit're Laufen sein! Den du verfolgst mit vieler List, In Frankreich angekommen ist. |